# Saint-André-d'Allas
Saint-André-d'Allas é uma comuna francesa na região administrativa da Nova Aquitânia, no departamento Dordonha. Estende-se por uma área de 29,39 km². Em 2010 a comuna tinha 865 habitantes (densidade: 29,4 hab./km²).